# الجيوب القبرصية اليونانية
الجيوب القبرصية اليونانية هي جيوب للقبارصة اليونانيون الذين بقوا في قرى محصورة في شمال قبرص بعد التدخل العسكري التركي في قبرص سنة 1974.
ففي سنة 2014 كان عدد سكان القبارصة اليونانيين 343. ينتخب القبارصة اليونانيون في ريزوكارباسو مختارهم في الانتخابات التي تنظمها جمهورية قبرص في الجنوب (التي ليس لها صفة قانونية في قوانين شمال قبرص).

## حالات التمييز الملحوظة
كانت إيليني فوكا واحدة من ثلاثة معلمات مدرسة ابتدائية قبرصية يونانية في كارباسيا، وقد تم التحقيق حول حمايتها. فهي معلمة في المدرسة الابتدائية للقبارصة اليونانيين في أيا تريادا - يالوسا في منطقة كارباس بشمال قبرص. رفعت قضيتها إلى المحكمة الأوروبية لحقوق الإنسان. وفي 5 مايو 1994 ذُكرت قضيتها في تقرير قدمته جمهورية قبرص إلى اتفاقية الأمم المتحدة الدولية للقضاء على جميع أشكال التمييز العنصري. وذكرت أن:
في بداية مارس 1994 كادت المعلمة القبرصية اليونانية في المدرسة المحصورة في أيا تريادا السيدة إيليني فوكا أن تُطرد [من شمال قبرص] بعد أن أدلت ببيان عام مفاده أنها شعرت بالتهديد. وكان ذلك فقط بعد احتجاجات متكررة على منع طردها.
وفي فبراير 2011 أُعلن أن إيليني فوكا انضمت إلى المشاركين من القبارصة اليونانيين وآخرون ضد جمهورية شمال قبرص التركية وبنك HSBC بالولايات المتحدة الأمريكية. في سبتمبر 2014 رفضت المحكمة الفيدرالية الأمريكية قضية القبارصة اليونانيين.
في العام الدراسي 1997/1996 اضطرت المدرسة الابتدائية في أيا تريادا إلى إغلاق أبوابها بسبب رفض القوات التركية السماح لمعلمة المدرسة السيدة إيليني فوكا بالعودة إلى قريتها، بغض النظر عن الجهود المكثفة التي تبذلها الحكومة القبرصية من أجل عودتها. ذكرت صحيفة «فاينانشيال ميرور» القبرصية أنه حتى سبتمبر 2008 منعت حكومة شمال قبرص معلمي المدارس من العودة إلى المدرسة الابتدائية في ريزوكارباسو.